# Enartrosi

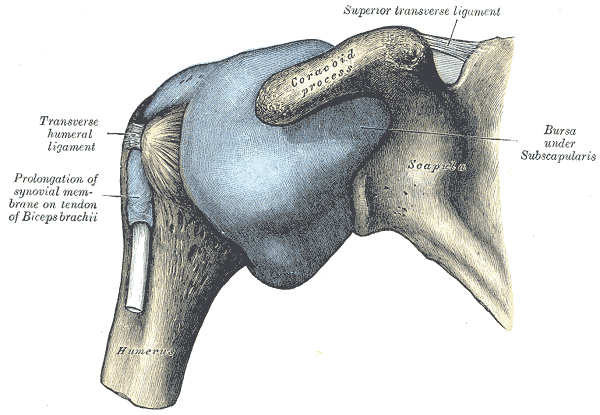
Un esempio di enartrosi - Articolazione scapolo-omerale

La enartrosi (dal greco ὲνάρθρωσις = articolato) è un'articolazione mobile (diartrosi), le cui superfici articolari sono costituite da una forma sferica o semisferica e da una concavità a sua volta sferica.
Le enartrosi consentono di effettuare i movimenti di rotazione, flessione, estensione, adduzione e abduzione.
Tipici esempi, nel corpo umano, sono le articolazioni della spalla (articolazione scapolo-omerale), dell'anca (articolazione coxo-femorale) e del piede (articolazione talo-navicolare).